# Секі Такакадзу

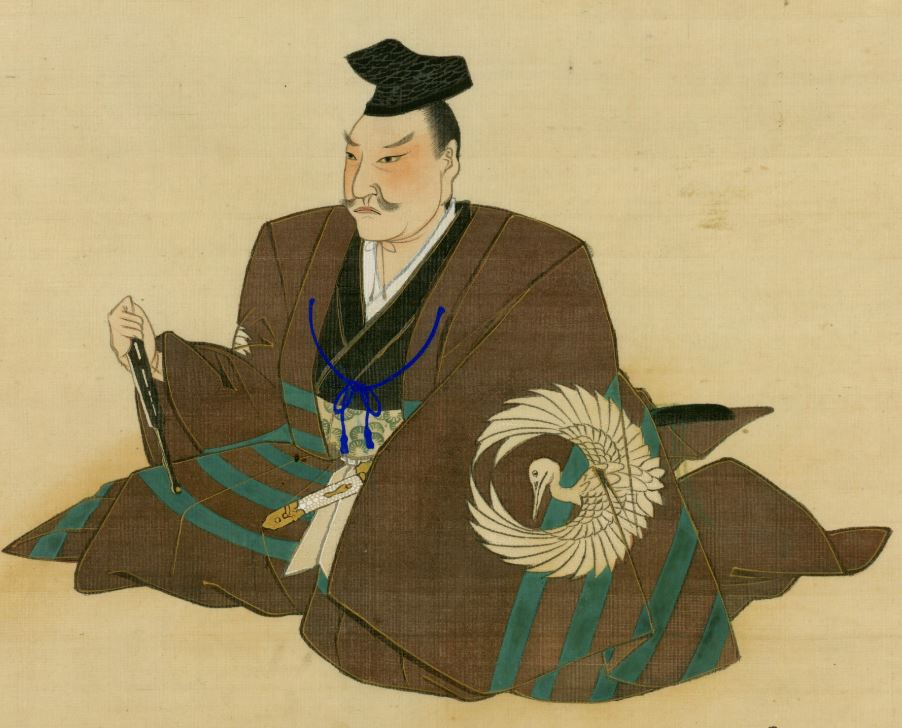
Секі Такакадзу

Се́кі Такака́дзу (яп. 関孝和, せきたかかず; 1642 (?) — 5 грудня 1708) — японський математик періоду Едо. Один із засновників японської математичної традиції. Сучасник Лейбніца та Ньютона. Відкрив ряд теорем і впровадив поняття, які невдовзі стали відомими на Заході: числа Бернуллі (1712), результант і детермінант (1683). Автор багатьох математичних праць і складних задач. Прозиваний послідовниками «наймудрішим математиком» (算聖). Псевдонім — Дзіютей (自由亭).

## Короткі відомості
Секі Такакадзу народився близько 1642 року в самурайській родині. Його батько, Утіяма Наґаакі, служив офіцером Імператорського радника Токуґави Таданаґи та охоронцем 3-го сьоґуна Токуґави Ієміцу. Родинне гніздо Утіям знаходилося в містечку Фудзіока префектури Кодзуке, на території сучасної префектури Ґумма. В юності Такакадзу віддали названим сином до самурайського роду Секі, у зв'язку з чим він змінив своє прізвище.
У 20-річному віці Такакадзу поступив на службу інспектором бухгалтерії в провінції Кай, до Токуґави Цунасіґе та його сина Цунатойо, що згодом став 6-м сьоґуном Токуґавою Ієнобу. 1704 року, після призначення Цунатойо спадкоємцем 5-го сьоґуна Токуґави Цунайосі, Такакадзу перетворився на прямого васала сьоґунату і разом зі своїм сюзереном перебрався до замку Едо. Колишнього інспектора призначили на посаду молодшого голови сьоґунських комор і надали річний дохід у 250 мішків рису разом із 10 слугами. Проте 1706 року Такакадзу був змушений полишити посаду через хворобу, від якої помер бездітним 5 грудня 1708 року. Поховали його в усипальниці роду Утіяма, монастирі Дзьоріндзі, на території сучасного кварталу Бентен району Сіндзюку в Токіо.
Точних відомостей про те, де Секі Такакадзу вчився математиці немає. За переказами він опанував точні науки самотужки, вивчаючи підручник з математики «Записи про безмежну вічність» (1627) авторства Йосіди Міцуйосі. До 30 років Такакадзу одне за одним видавав якісні посібники з математики, такі як «Задачі з математики» чи «Рахівниця», які свідчать, що він часто звертався до «Записів». Ймовірно, Такакадзу також вивчав старі китайські роботи з арифметики, які були доступні в Японії. Його першим виходом на математичну арену було видання 1674 року монографії «Витончена математика», в якій він дав відповідь на задачу, поставлену в роботі «Стародавні і сучасні способи обчислювання» Саваґуті Кадзуюкі.